# Посольство Чехии в России
Посольство Чешской Республики в Москве — официальная дипломатическая миссия Чехии в России, расположена в Москве на Пресне на улице Юлиуса Фучика.
- Адрес: 123056, Москва, улица Юлиуса Фучика, 12—14.
- Временный поверенный в делах Чехии в России — Ян Ондржейка.

## Послы Чехии в России
- Рудольф Сланский (1 января 1993 — 10 января 1996)
- Любош Добровский (февраль 1996—2000)
- Ярослав Башта (19 сентября 2000—2005)
- Мирослав Костелка (2005—2009)
- Пётр Коларж (8 февраля 2011 — 31 декабря 2012)
- Владимир Ремек (16 января 2014 — 31 января 2018)
- Витезслав Пивонька (2018—2024, фактически до 2022)
- Йиржи Чистецки (2022—2023, временный поверенный)
- Ян Ондржейка (2023 — н. в., временный поверенный)
- Даниэл Коштовал (приступит к исполнению обязанностей в начале 2025 года)[1].

## Отделы посольства
- Консульский отдел
- Торгово-экономический отдел
- Чешский культурный центр

## Консульства Чехии в России
- Консульский отдел посольства в Москве (123056, Москва, ул. Юлиуса Фучика, 12—14, корпус 6)
- Генеральное консульство Чешской Республики (193015, Санкт-Петербург, ул. Тверская, 5)
- Генеральное консульство Чешской Республики (620075, Екатеринбург, ул. Гоголя, 15)
- Почетное консульство Чешской Республики (603006, Нижний Новгород, ул. Володарского, 38А; временно закрыто с 30 апреля 2012 года)
- Почетное консульство Чешской республики (628012, Ханты-Мансийск, ул. Мира, 38)